# 潘庚鍾
潘庚鍾（1610年—1659年），字道宣，號西亭，泉州浮橋人。明朝萬曆三十八年(西元1610年)出生在一個貴族世家，少年時喜讀書，愛國家，文武兼資，崇禎十五年(西元1642年)中舉人。後隨鄭成功北伐清朝，但最後不幸於南京之戰中戰死。

## 生平
為明朝末年名將鄭成功的重要謀士之一，曾隨鄭成功多次北伐滿清，並多次獻計，因此可以說潘庚鍾與陳永華都是鄭成功底下足智多謀的名軍師之一，後來跟隨鄭成功參與南京之役。曾與甘輝等識破郎廷佐的緩兵之計，可惜不聽甘輝及潘庚鍾諫言的鄭成功中了郎廷佐的計，使得收復南京之事功敗垂成，最終潘庚鍾與陳魁、甘輝、萬禮等鄭成功心腹皆在此役中戰死，死時年僅50。鄭成功得知潘庚鍾與甘輝等戰死後便放聲大哭，之後退守廈門時興建忠臣廟以祭祀潘庚鍾、甘輝等戰死的得力將領。

## 來源
- 《台灣外紀》江日昇
- 《潘庚鐘年譜》潘希逸
- 《泉州人物庫》(廖淵泉撰稿)